# 莫阿方奧雪原
莫阿方奧雪原（英語：Moawhango Névé），是南極洲的雪原，位於維多利亞地的彭內爾海岸，屬於弗賴貝格山脈的一部分，由新西蘭探險隊命名，現時由南極條約體系管理。